# L'Occitane en Provence
L'Occitane en Provence is een internationaal opererende, Franse cosmeticaonderneming opgericht in 1976. De Occitane-groep omvat onder andere de merken Occitane en Provence, Melvita, Le Couvent des Minimes en Erborian.

## Geschiedenis
De Franse zakenman Olivier Baussan (1954) nam in 1976 een zeepfabriek over en begon met het winnen van olie uit rozemarijn. Vanaf 1977 kwam daar ook lavendel bij. Hij bracht de producten aan de man op markten in de Provence.
In 1982 opende de firma een fabriekswinkel in Volx en meerder volgden in onder andere Parijs, New York en Hongkong. In 2022 waren wereldwijd 2800 verkoopvestigingen, waarvan ongeveer de helft in eigendom van L'Occitane. Het zwaartepunt van de vestigingen ligt in Azië en hier werd in 2022 ruim 40% van de omzet gerealiseerd. Noord- en Zuid-Amerika droeg voor een derde aan de omzet bij en Europa, Midden-Oosten en Afrika voor ongeveer een kwart. De verkopen vinden in min of meer gelijke delen plaats over de verkoopkanalen winkels, internet en groothandel.
Het bedrijf heeft sinds 2010 een beursnotering aan de Hong Kong Stock Exchange. De grootste aandeelhouder is Reinold Geiger, hij houdt een belang van zo'n 75% in het bedrijf. Medio augustus 2023 heeft hij te kennen gegeven een bod te doen op alle aandelen die hij nog niet in handen heeft. Begin september trok hij het bod in en de aandelenkoers daalde met 30% na het bericht.